# Stopový prvek
Stopové prvky neboli mikroprvky jsou chemické prvky, které v malém množství organismus potřebuje ke správnému vývoji. Pro faunu a většinou i pro flóru jsou důležité tyto stopové prvky: železo, fluor, jod, kobalt, měď, hořčík, mangan, vanad (pro pláštěnce) a zinek; pro výživu rostlin jsou důležité například i hliník, bor, molybden, křemík a chlor. Podílem svého zastoupení v organismech se většina stopových prvků řadí (kromě hořčíku a chlóru) mezi mikrobiogenní prvky.
Spotřeba stopových prvků je u různých organismů různá. Často jsou nutné pro účinek enzymů, jejich nedostatek může vyvolat choroby; například nedostatek boru vyvolává hnilobu u cukrové i krmné řepy, nedostatek mědi v kyselých vřesovištních půdách vyvolává „nemoc zúrodnění“ s malými obilními výnosy. Nedostatek jodu způsobuje strumu štítné žlázy u lidí, nedostatek železa poruchy tvorby krve.
V tkáních se stopové prvky nacházejí v koncentraci nižší než 50 ppm (<50 × 10−6 g/g).

## Rostlinná výživa
| Prvek         | Úloha | Nedostatek                                                                          | Zdroj (hnojiva)                                                                                                 |
| ------------- | --- | ----------------------------------------------------------------------------------- | --- |
| Bór (B)       | vývoj kořenů a buněčné stěny                                                                                         | slabý růst, kvetení a nasazování plodů                                              | borax, kyselina boritá, Harmavit, Mikrola                                                                       |
| Hořčík (Mg)*  | centrální atom molekuly chlorofylu                                                                                   | chloróza                                                                            | síran hořečnatý, uhličitan hořečnatý, dolomit, Fytovit, Mikrola, Thomasova moučka, 60% draselná sůl (5,5 % MgO) |
| Chlór (Cl)*   | bobtnání plasmy koloidů, růst kořenového vlášení, vznik kyslíku ve fotosystému II. snad činnost enzymů               | obvykle se neprojevuje (častější je přehnojení chlórem)                             | chlorid draselný, 40% draselná sůl, kainit, reformkali, citramfoska                                             |
| Jód (I)       | kvetení, nárůst biomasy                                                                                              | není známo                                                                          | roztoky jódu o koncentraci 1-10 μM                                                                              |
| Kobalt (Co)   | stabilizace chlorofylu, aktivace biokatalytických procesů, auxinový metabolizmus, fixace vzdušného dusíku            | slabý růst v důsledku zhoršené vazby dusíku symbiotickými nitrifikačními bakteriemi | Harmavit |
| Křemík (Si)*  | pevnost buněčné stěny, tvorba chlorofylu, příjem základních živin                                                    | houbové choroby                                                                     | vysokopecní struska                                                                                             |
| Mangan (Mn)   | primární fáze fotosyntézy                                                                                            | mezinervová chloróza až hnědnutí listů                                              | uhličitan manganatý, Harmavit, Mikrola                                                                          |
| Měď (Cu)      | proteinový a sacharidový metabolizmus                                                                                | chlorotické skvrny, deformace listů, zasychání vrcholů                              | Harmavit |
| Molybden (Mo) | fixace dusíku, metabolismus fosforu, příjem a využití železa                                                         | vyslepnutí brukvovin, světlé listy bobovitých, chloróza žilnatiny                   | Harmavit |
| Síra (S)*     | biosyntéza proteinů                                                                                                  | chloróza a pomalý růst, zejména jetele a cibulovin                                  | sulka, síran amonný, síran draselný, síran hořečnatý, sádra, Fytovit                                            |
| Titan (Ti)*   | výnosy, obsah chlorofylu, cukernatost hroznů                                                                         | nižší výnosy                                                                        | Harmavit Speciál, Fytovit                                                                                       |
| Zinek (Zn)    | regulace metabolismu nukleových kyselin, inhibice aktivity ribonukleázy, metabolismus aminokyselin, bílkovin a cukrů | zakrslý vzrůst, bledé a asymetrické listy                                           | Harmavit Speciál, síran zinečnatý                                                                               |
| Železo (Fe)*  | tvorba chlorofylu | chloróza, kalcióza                                                                  | Harmavit Speciál, Fytovit, zelená skalice                                                                       |

* Některými autory není řazen mezi stopové prvky. Záleží mimo jiné, zda autor za hlavní živiny považuje pouze dusík, fosfor a draslík, případně i síru, hořčík a vápník. Někteří autoři od stopových prvků oddělují tzv. užitečné prvky (hliník, chlór, křemík, sodík, vanad a titan).